# Parisian Thoroughfare
Parisian Thoroughfare è un album Live del quintetto di Donald Byrd, pubblicato dalla Brunswick Records nel 1958. È lo stesso concerto parigino (del 22 ottobre 1958 all'Olympia Theatre) di Byrd in Paris, con brani differenti. 

## Tracce
Lato A
1. Salt Peanuts – 2:13 (Dizzy Gillespie, Kenny Clarke)
2. Parisian Thoroughfare – 9:05 (Bud Powell)
3. Stardust – 3:19 (Hoagy Carmichael, Mitchell Parish)
4. 52nd Street Theme – 6:42 (Thelonious Monk)

Lato B
1. At This Time – 10:03 (Donald Byrd)
2. Formidable – 9:28 (Walter Davis Jr.)
3. Two-Bass Hit – 2:56 (Dizzy Gillespie, John Lewis)
4. Salt Peanuts – 2:15 (Dizzy Gillespie, Kenny Clarke)

## Musicisti
- Donald Byrd - tromba
- Bobby Jaspar - sassofono tenore
- Walter Davis Jr. - pianoforte
- Doug Watkins - contrabbasso
- Art Taylor - batteria[3][2]